# Deghizare

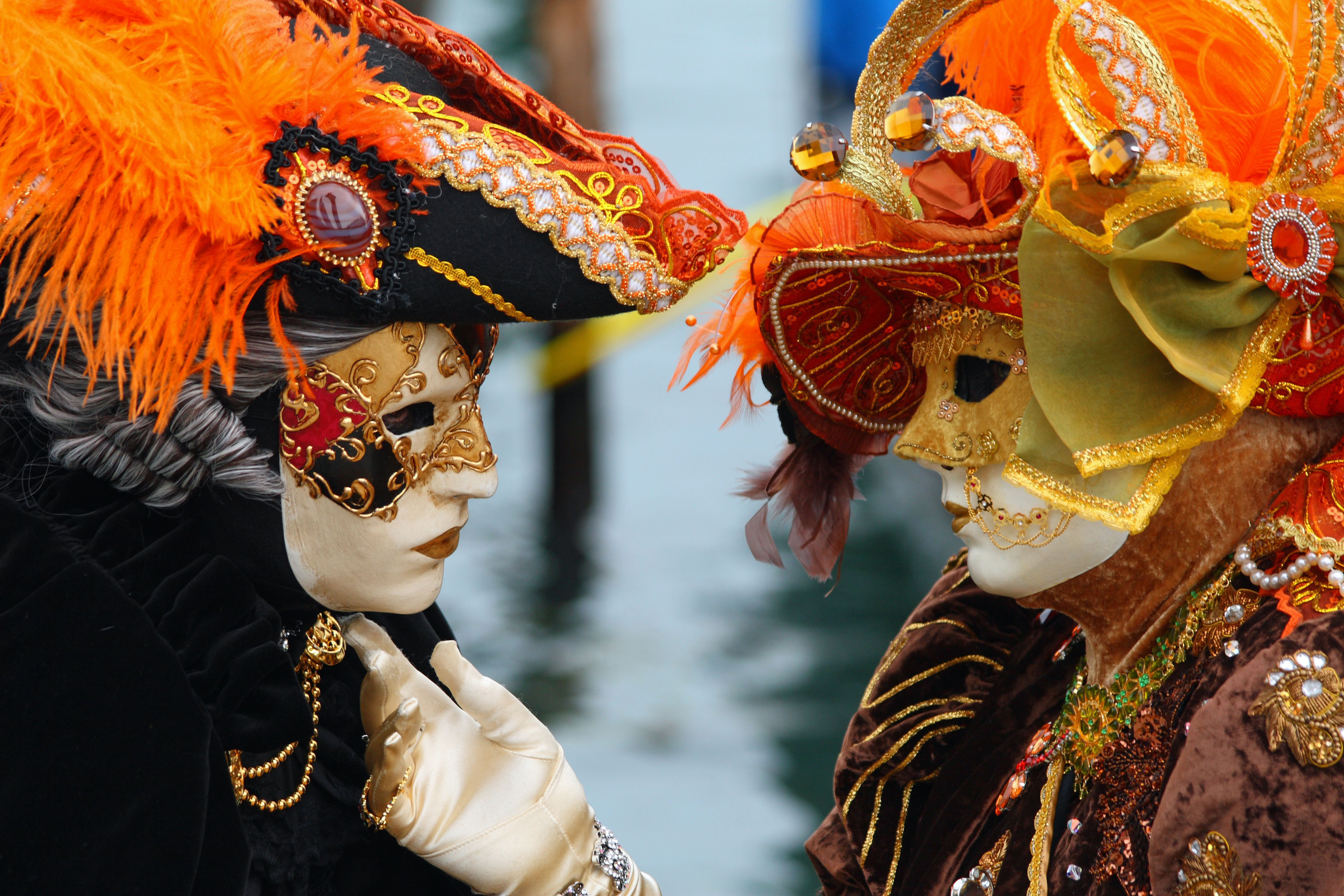
Persoane deghizate la carnavalul din Veneţia

Deghizarea este purtarea unei vestimentații în scopul de a atrage atenția sau dimpotrivă, de a trece neobservat, de a fi nerecunoscut sau de a induce în eroare. Scopurile deghizărilor pot fi:
artistice, religioase, promoționale, infracționale ș.a.m.d. Cel mai adesea persoanele se deghizează la carnavale sau pentru a intra în pielea personajelor în interpretări teatrale sau cinematografice.